# Porte-de-Benauge
Porte-de-Benauge est une commune nouvelle française résultant de la fusion, le 1er janvier 2019 des communes d'Arbis et Cantois, située dans le département de la Gironde, en région Nouvelle-Aquitaine. Elle s'agrandit le 1er janvier 2025 à la commune de Saint-Genis-du-Bois.

## Géographie

### Localisation
Les communes limitrophes sont Montignac, Omet, Martres, Saint-Pierre-de-Bat, Coirac, Mourens, Ladaux, Donzac, Escoussans et Gornac.
| Ladaux     | Montignac        | Martres, Coirac, Gornac |
| Escoussans | Porte-de-Benauge | Saint-Pierre-de-Bat     |
| Omet       | Donzac           | Mourens                 |

### Climat
Pour des articles plus généraux, voir Climat de la Nouvelle-Aquitaine et Climat de la Gironde.
Historiquement, la commune est exposée à un climat océanique aquitain.  
En 2020, Météo-France publie une typologie des climats de la France métropolitaine dans laquelle la commune est exposée à un climat océanique et est dans la région climatique Aquitaine, Gascogne, caractérisée par une pluviométrie abondante au printemps, modérée en automne, un faible ensoleillement au printemps, un été chaud (19,5 °C), des vents faibles, des brouillards fréquents en automne et en hiver et des orages fréquents en été (15 à 20 jours).
Pour la période 1971-2000, la température annuelle moyenne est de 12,9 °C, avec une amplitude thermique annuelle de 15,1 °C. Le cumul annuel moyen de précipitations est de 852 mm, avec 12 jours de précipitations en janvier et 6,8 jours en juillet. Pour la période 1991-2020, la température moyenne annuelle observée sur la station météorologique la plus proche, située sur la commune de Saint-Sulpice-de-Pommiers à 10 km à vol d'oiseau, est de 13,8 °C et le cumul annuel moyen de précipitations est de 764,8 mm,. Pour l'avenir, les paramètres climatiques de la commune estimés pour 2050 selon différents scénarios d'émission de gaz à effet de serre sont consultables sur un site dédié publié par Météo-France en novembre 2022.

## Urbanisme

### Typologie
Au 1er janvier 2024, Porte-de-Benauge est catégorisée commune rurale à habitat dispersé, selon la nouvelle grille communale de densité à sept niveaux définie par l'Insee en 2022.
Elle est située hors unité urbaine et hors attraction des villes,.

### Risques majeurs
Le territoire de la commune de Porte-de-Benauge est vulnérable à différents aléas naturels : météorologiques (tempête, orage, neige, grand froid, canicule ou sécheresse), inondations, mouvements de terrains et séisme (sismicité très faible). Un site publié par le BRGM permet d'évaluer simplement et rapidement les risques d'un bien localisé soit par son adresse soit par le numéro de sa parcelle.
La commune a été reconnue en état de catastrophe naturelle au titre des dommages causés par les inondations et coulées de boue survenues en 1982, 1983, 1986, 1999, 2000, 2005, 2009 et 2020,.
Les mouvements de terrains susceptibles de se produire sur la commune sont des affaissements et effondrements liés aux cavités souterraines (hors mines). Par ailleurs, afin de mieux appréhender le risque d’affaissement de terrain, l'inventaire national des cavités souterraines permet de localiser celles situées sur la commune.

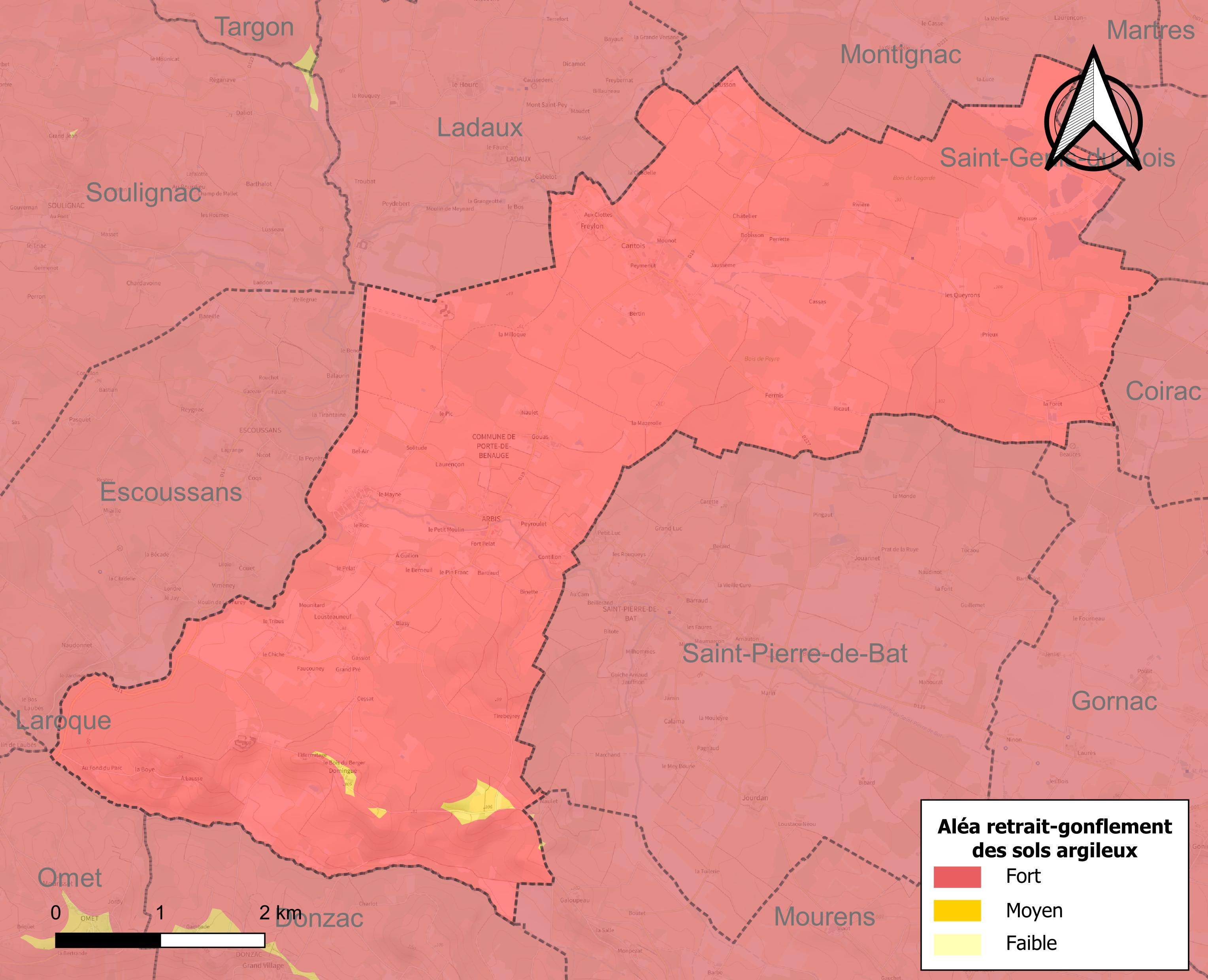
Carte des zones d'aléa retrait-gonflement des sols argileux de Porte-de-Benauge.

Le retrait-gonflement des sols argileux est susceptible d'engendrer des dommages importants aux bâtiments en cas d’alternance de périodes de sécheresse et de pluie. La totalité de la commune est en aléa moyen ou fort (67,4 % au niveau départemental et 48,5 % au niveau national). Sur les 229 bâtiments dénombrés sur la commune en 2019, 229 sont en aléa moyen ou fort, soit 100 %, à comparer aux 84 % au niveau départemental et 54 % au niveau national. Une cartographie de l'exposition du territoire national au retrait gonflement des sols argileux est disponible sur le site du BRGM,.
Par ailleurs, afin de mieux appréhender le risque d’affaissement de terrain, l'inventaire national des cavités souterraines permet de localiser celles situées sur la commune.
Concernant les mouvements de terrains, la commune a été reconnue en état de catastrophe naturelle au titre des dommages causés par la sécheresse en 1990 et 2005 et par des mouvements de terrain en 1999.

## Toponymie
Le nom de la commune est issu du pays traditionnel de Benauges (ou Benauge) duquel elle se situe en lisière, ainsi qu'au château de Benauge, situé sur l'ancienne commune d'Arbis. Une porte médiévale du mur d'enceinte de Saint-Macaire du nom de porte de Benauge y fait aussi référence.

## Histoire
Le 28 septembre 2018, un arrêté préfectoral porte création de la commune au 1er janvier 2019.
Le 1er octobre 2018, un autre arrêté préfectoral porte création de la commune de Porte de Benauge (sans les traits-d'union), ce qui constitue un doublon avec un nom de commune différent. Cette erreur sera rectifiée le 26 octobre 2018 avec le retrait de ce dernier arrêté.
Le 1er janvier 2025, la commune nouvelle s'agrandit à la commune de Saint-Genis-du-Bois.

## Politique et administration

### Liste des maires
| Période      | Période  | Identité    | Étiquette | Qualité                        |
| ------------ | -------- | ----------- | --------- | ------------------------------ |
| janvier 2019 | En cours | Eric Guerin |           | Maire de Cantois (2014 → 2018) |

### Anciennes communes
| Nom                 | Code Insee | Intercommunalité                | Superficie (km2) | Population (dernière pop. légale) | Densité (hab./km2) |
| ------------------- | ---------- | ------------------------------- | ---------------- | --------------------------------- | ------------------ |
| Arbis (siège)       | 33008      | CC rurales de l'Entre-Deux-Mers | 8,74             | 276 (2016)                        | 32                 |
| Cantois             | 33092      | CC rurales de l'Entre-Deux-Mers | 8                | 237 (2016)                        | 30                 |
| Saint-Genis-du-Bois | 33409      | CC rurales de l'Entre-Deux-Mers | 2,34             | 86 (2022)                         | 37                 |

Seule la commune de Saint-Genis-du-Bois a le statut de commune déléguée, à la suite de son intégration, le 1er janvier 2025, dans la commune nouvelle.

### Politique environnementale
Dans son palmarès 2024, le Conseil national de villes et villages fleuris de France a attribué une fleur à la commune.

## Population et société

### Démographie
L'évolution du nombre d'habitants est connue à travers les recensements de la population effectués dans la commune depuis 2016. Pour les communes de moins de 10 000 habitants, une enquête de recensement portant sur toute la population est réalisée tous les cinq ans, les populations de référence des années intermédiaires étant quant à elles estimées par interpolation ou extrapolation. Pour la commune, le premier recensement exhaustif entrant dans le cadre du nouveau dispositif a été réalisé en 2016.

En 2022, la commune comptait 591 habitants, en évolution de +15,2 % par rapport à 2016 (France hors Mayotte : +2,11 %).
| 2016 | 2021 | 2022 |
| ---- | ---- | ---- |
| 513  | 500  | 591  |

## Culture locale et patrimoine

### Lieux et monuments
- Le château de Benauge, construit aux XIIIe et XIVe siècles et réaménagé aux XVIIe et XVIIIe siècles, est inscrit au titre des monuments historiques depuis 1995[30] ; il fut le fief des vicomtes puis des comtes du même nom.
- Église Saint-Martin d'Arbis datant du XIIe siècle. Elle est inscrite à l'Inventaire général du patrimoine culturel[31].
- Église Saint-Seurin de Cantois. Elle est inscrite à l'Inventaire général du patrimoine culturel[32].
- Église Saint-Jean de Saint-Genis-du-Bois.
- Maison du Moyen Âge.
- Deux moulins à eau.

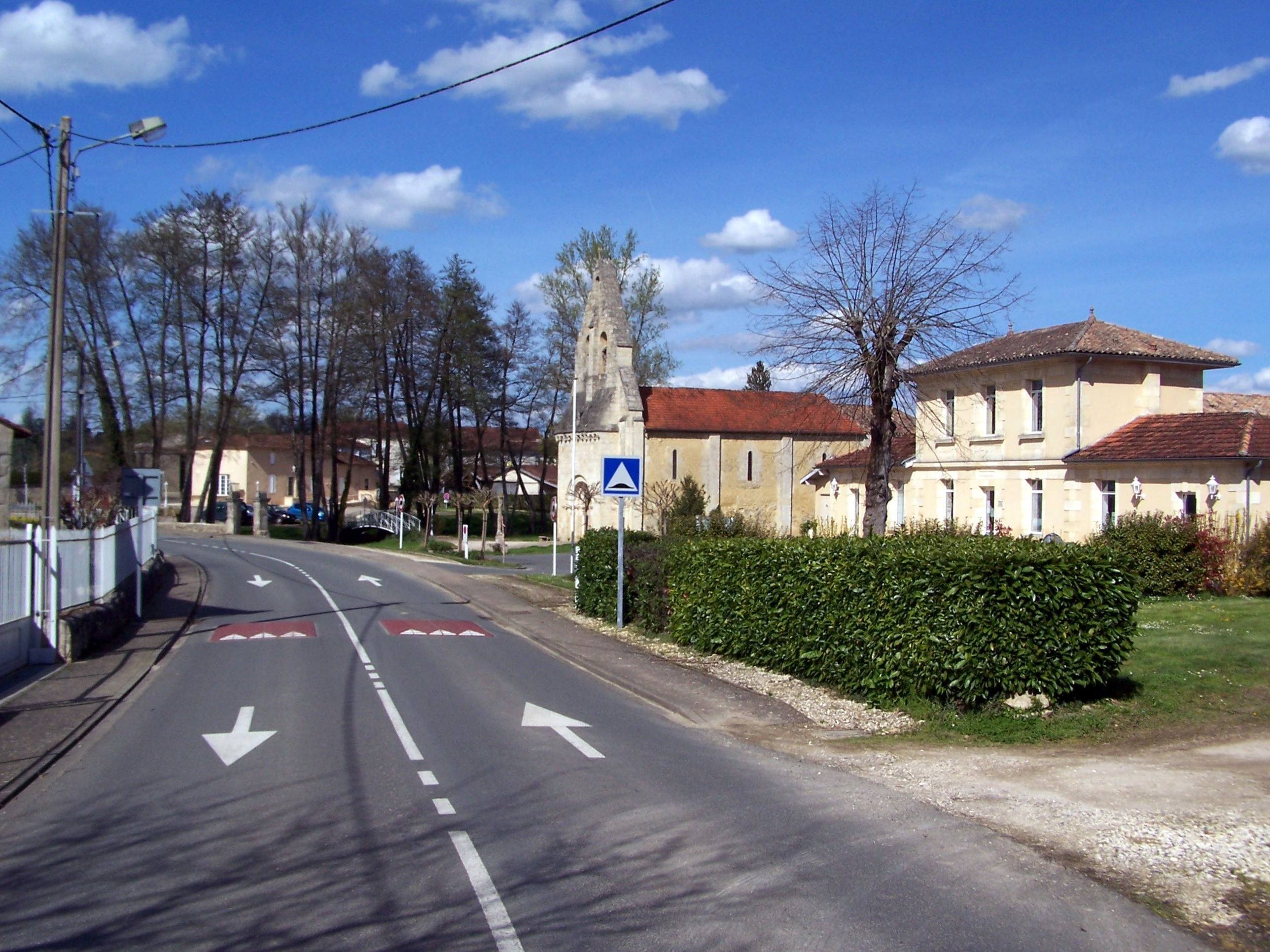
Vue du village depuis la RD231, mairie et église (avril 2013).
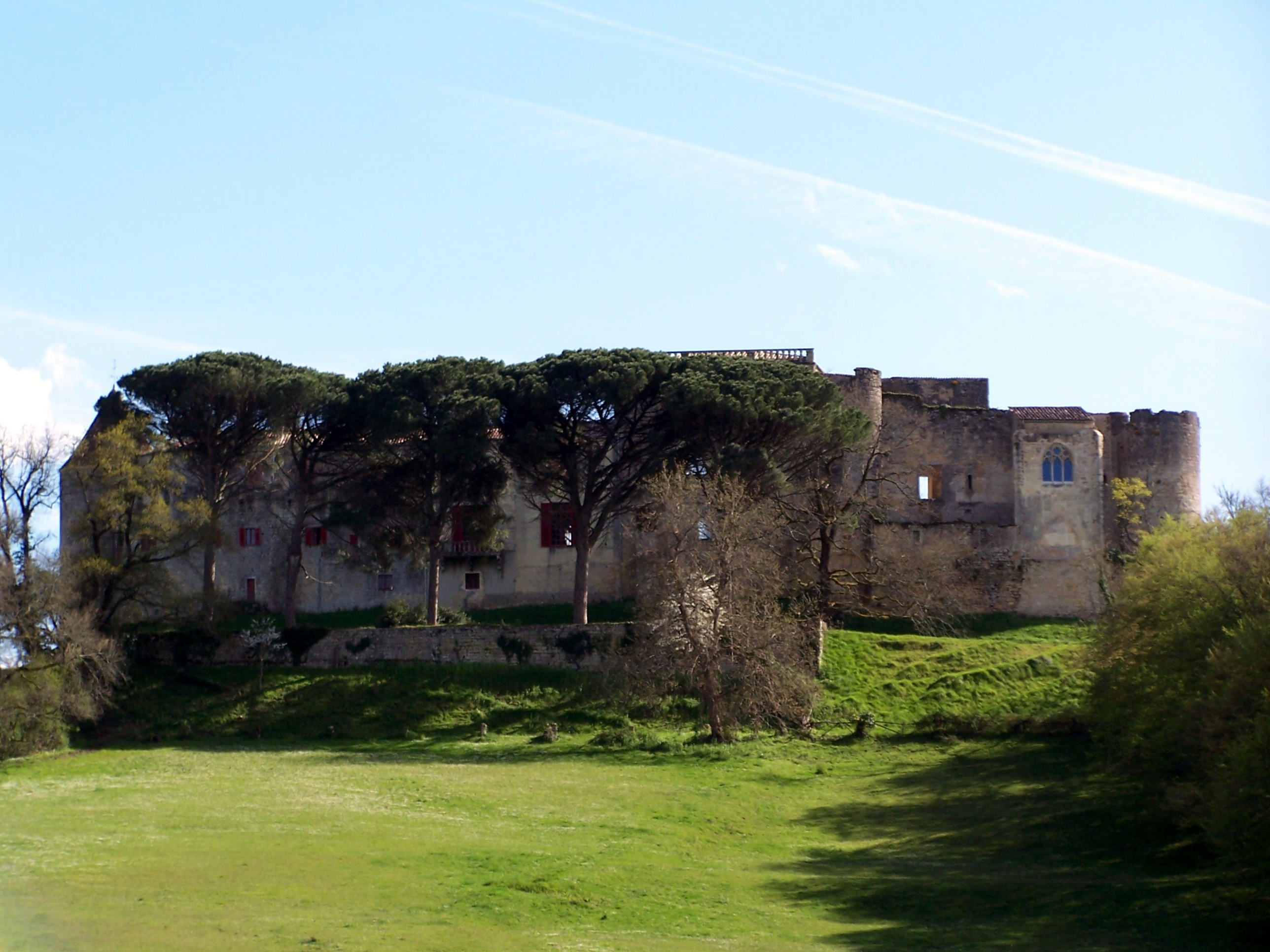
Vue nord du château de Benauge (avril 2013).
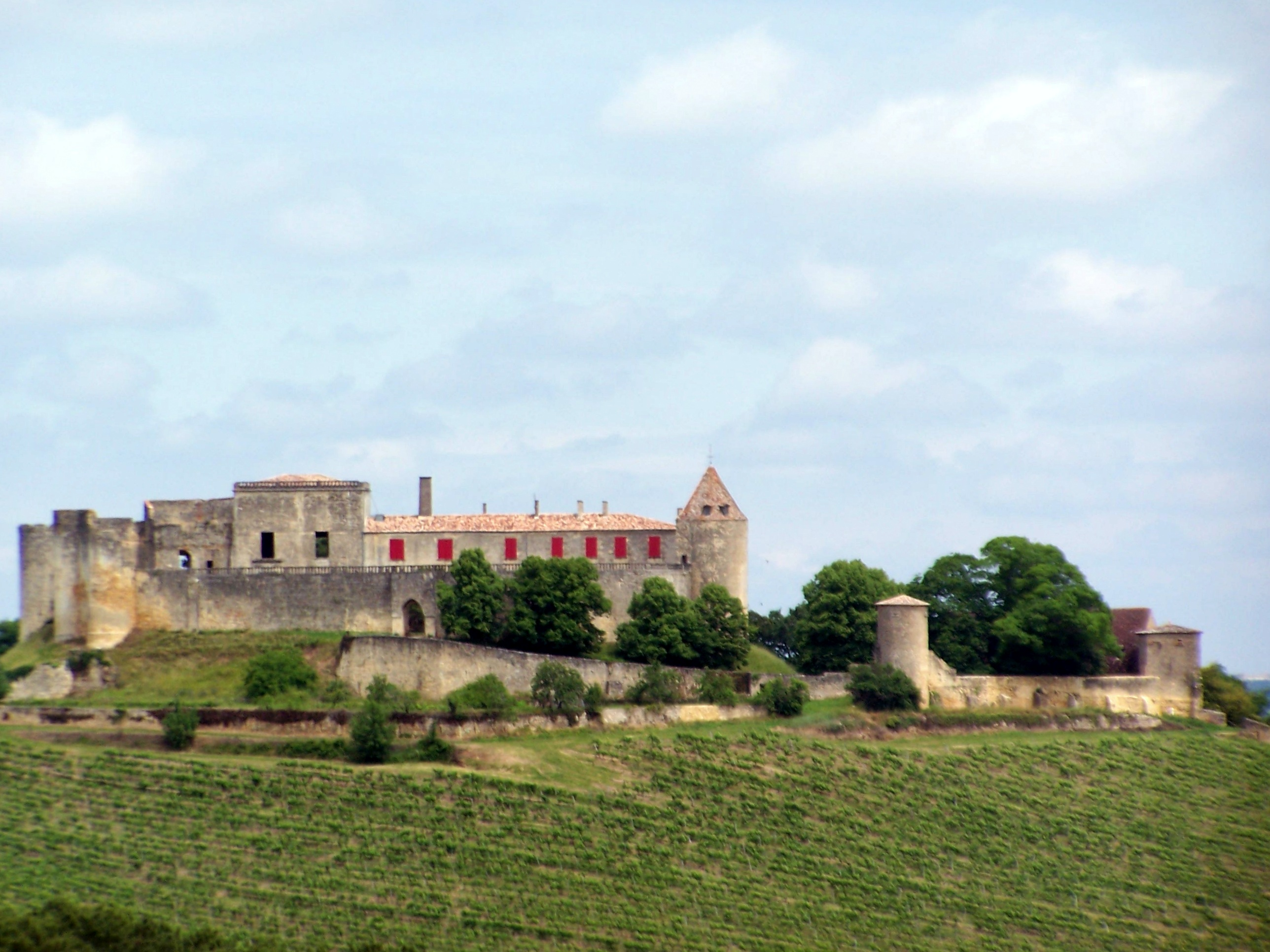
Vue sud du château de Benauge (juin 2013).
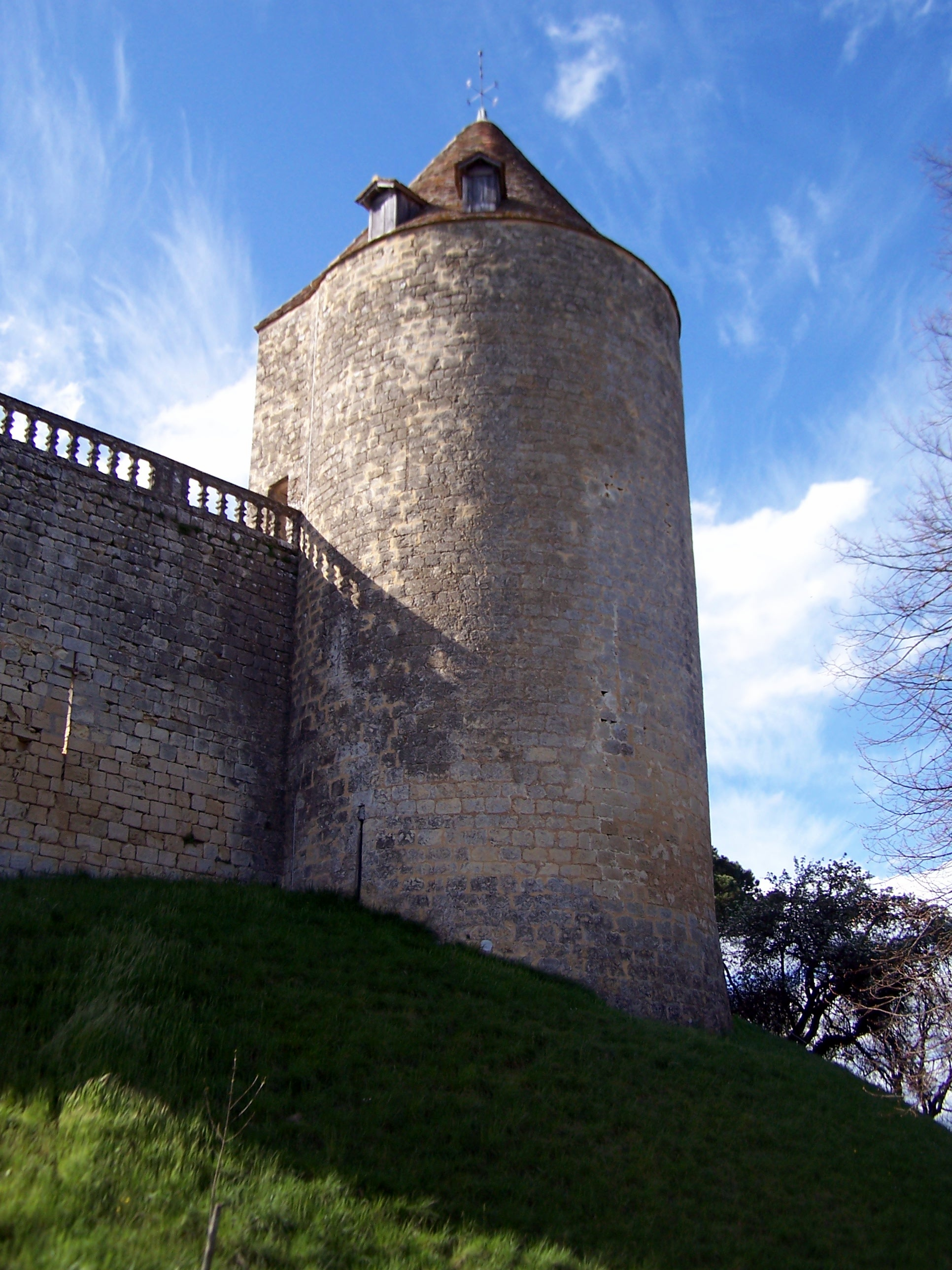
Le donjon du château (avril 2013).
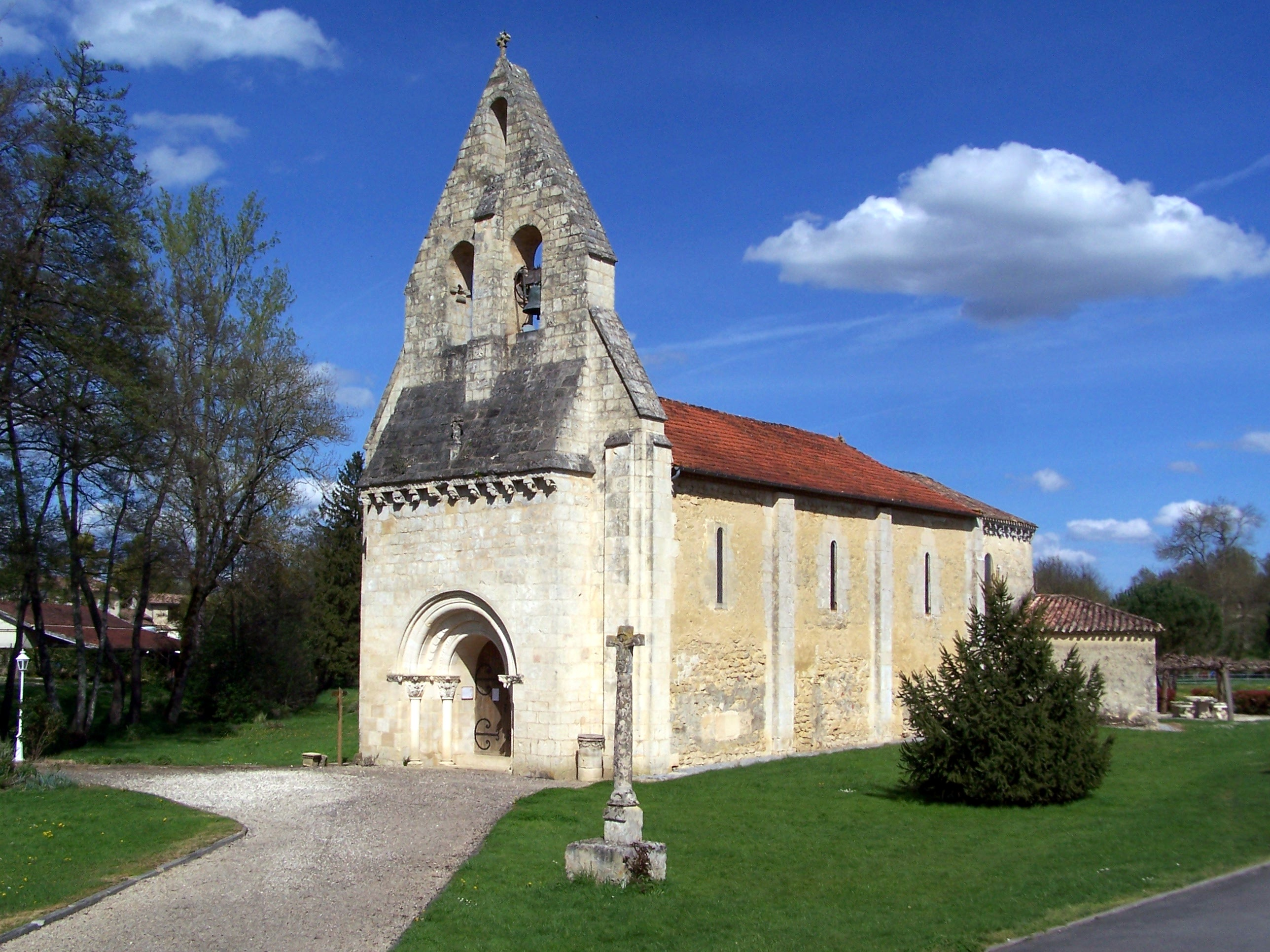
Vue sud-ouest de l'église Saint-Martin (avril 2013).
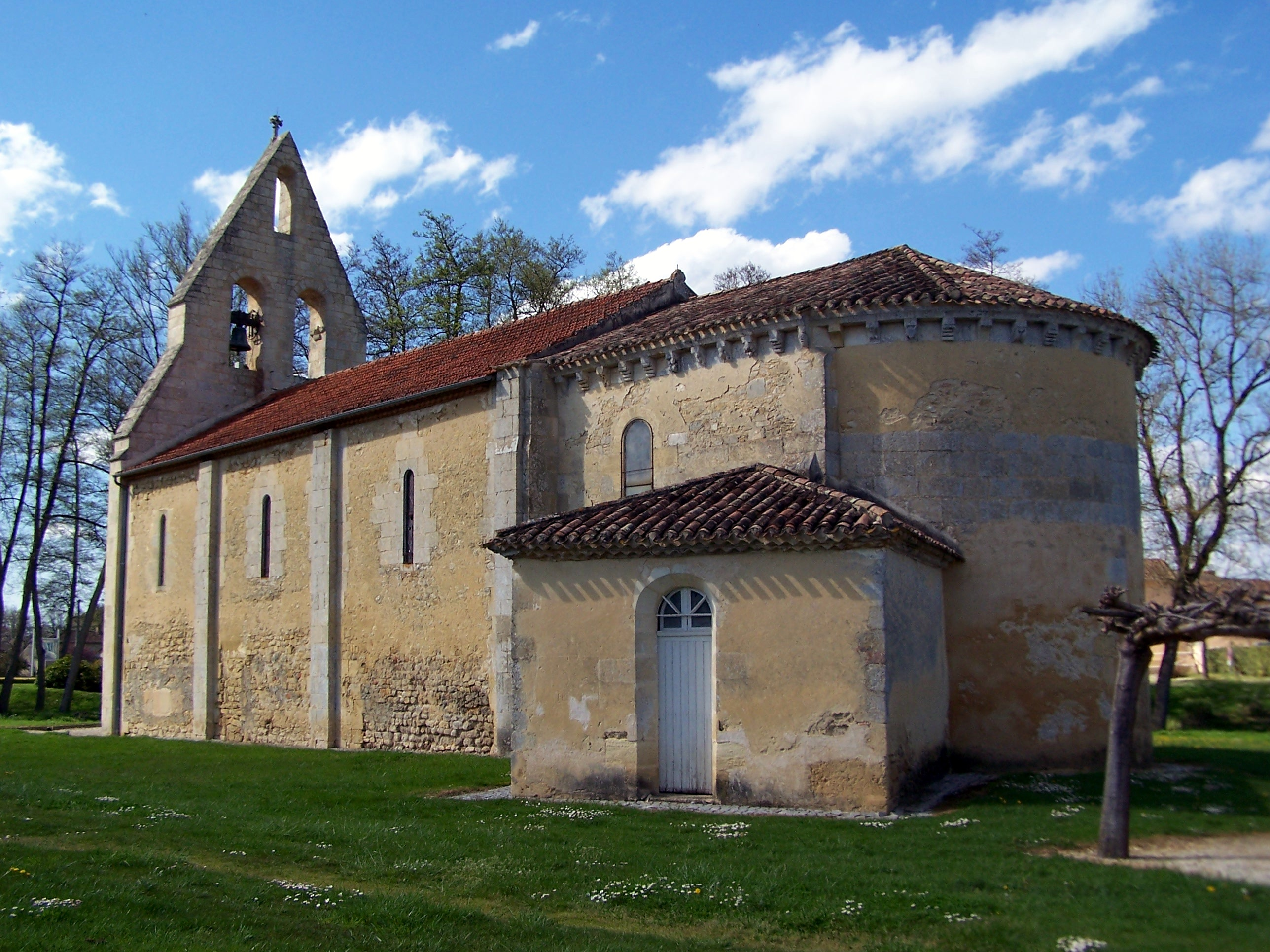
Vue sud-est de l'église et son chevet (avril 2013).
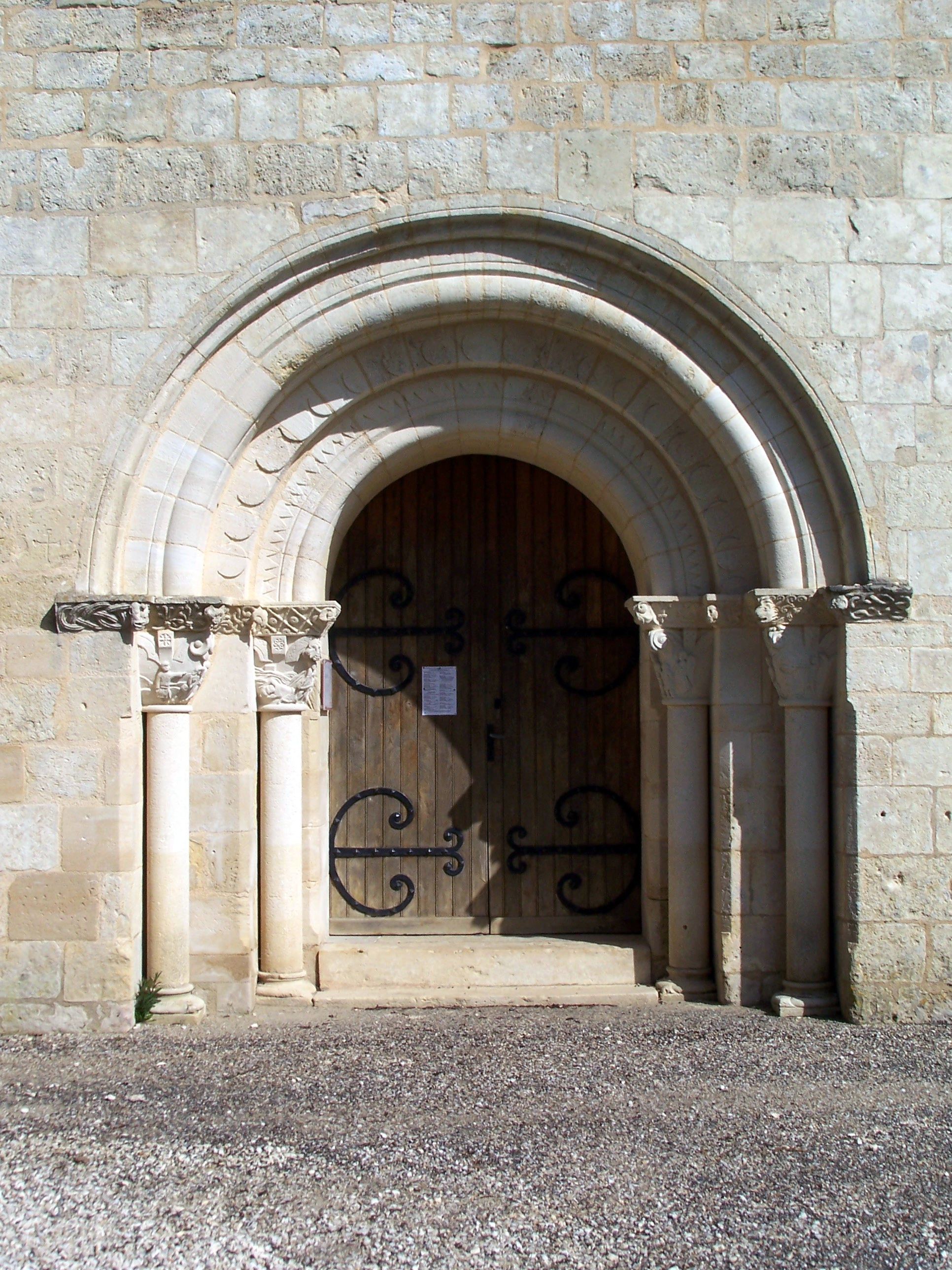
Le portail (avril 2013).
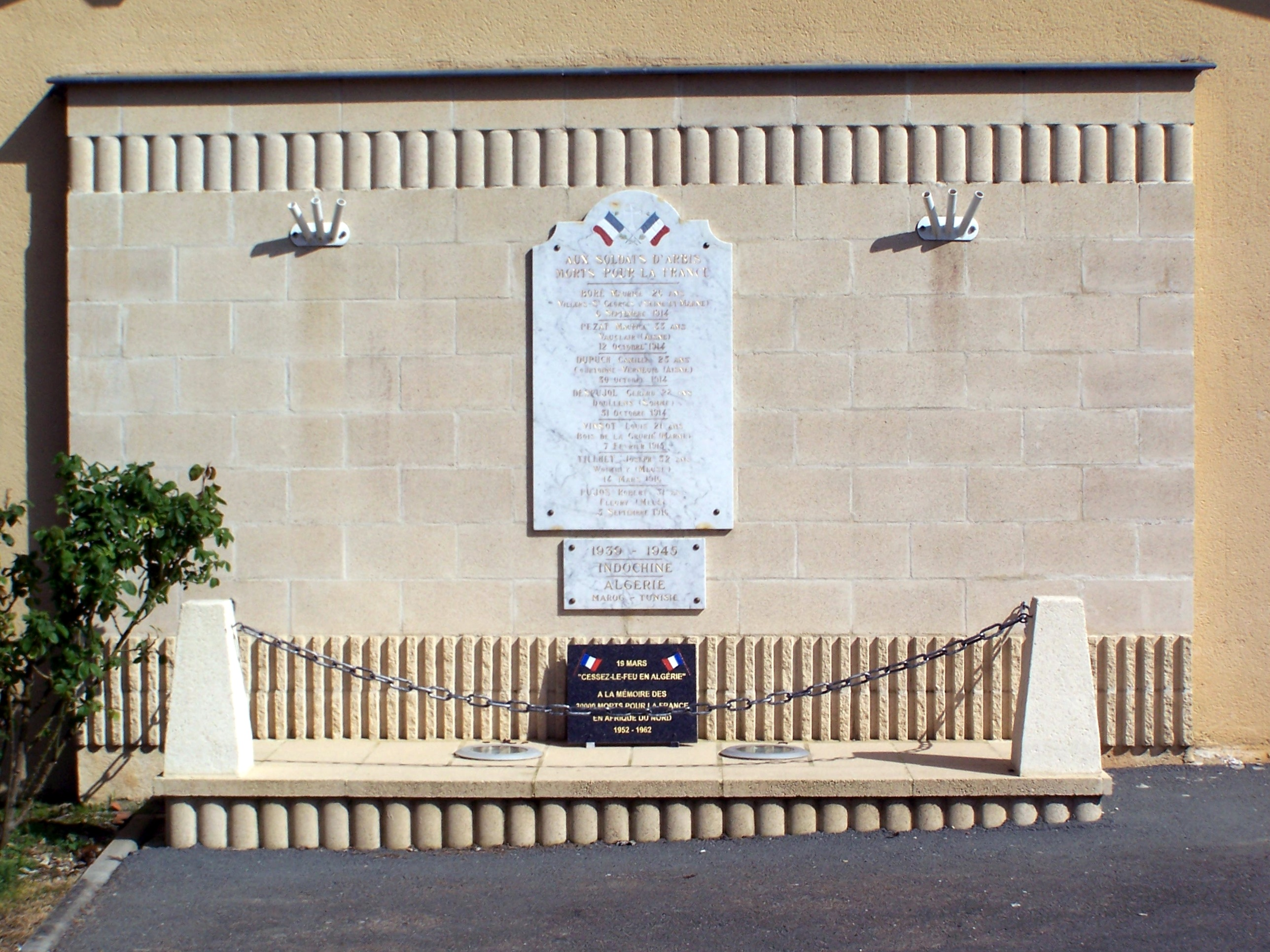
Stèle commémorative aux morts apposée près de la mairie (avril 2013).

- Église Saint-Seurin de Cantois a été édifiée entre les XVIe et XVIIIe siècles. Elle abrite une cloche de 1563 qui serait une de plus anciennes de Gironde et qui a été classée au titre objet des monuments historiques en 1908[33]. Au-dessus la porte d'entrée de la nef se trouve un cadran canonial

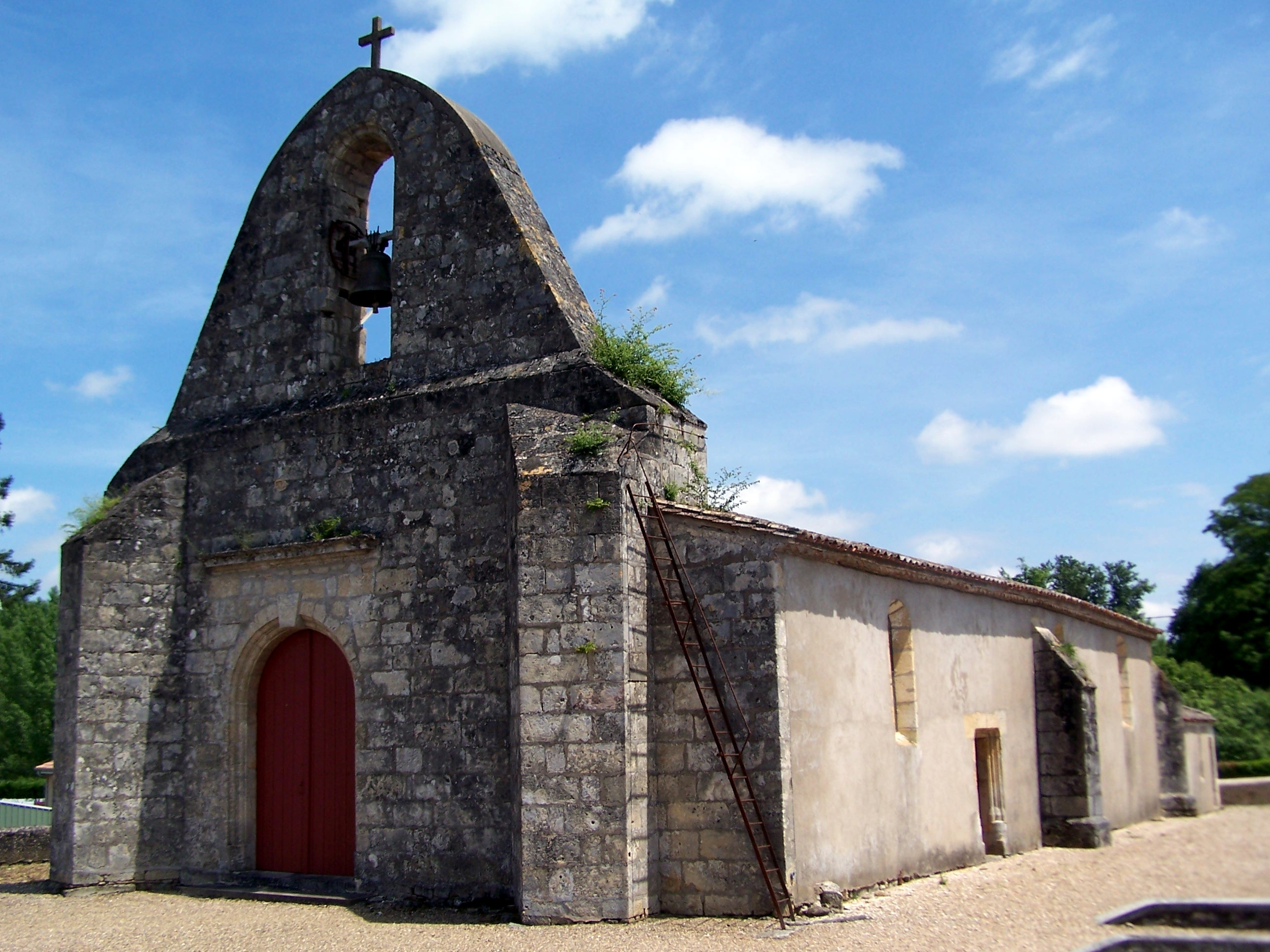
Vue sud-ouest de l'église Saint-Seurin (juin 2013)
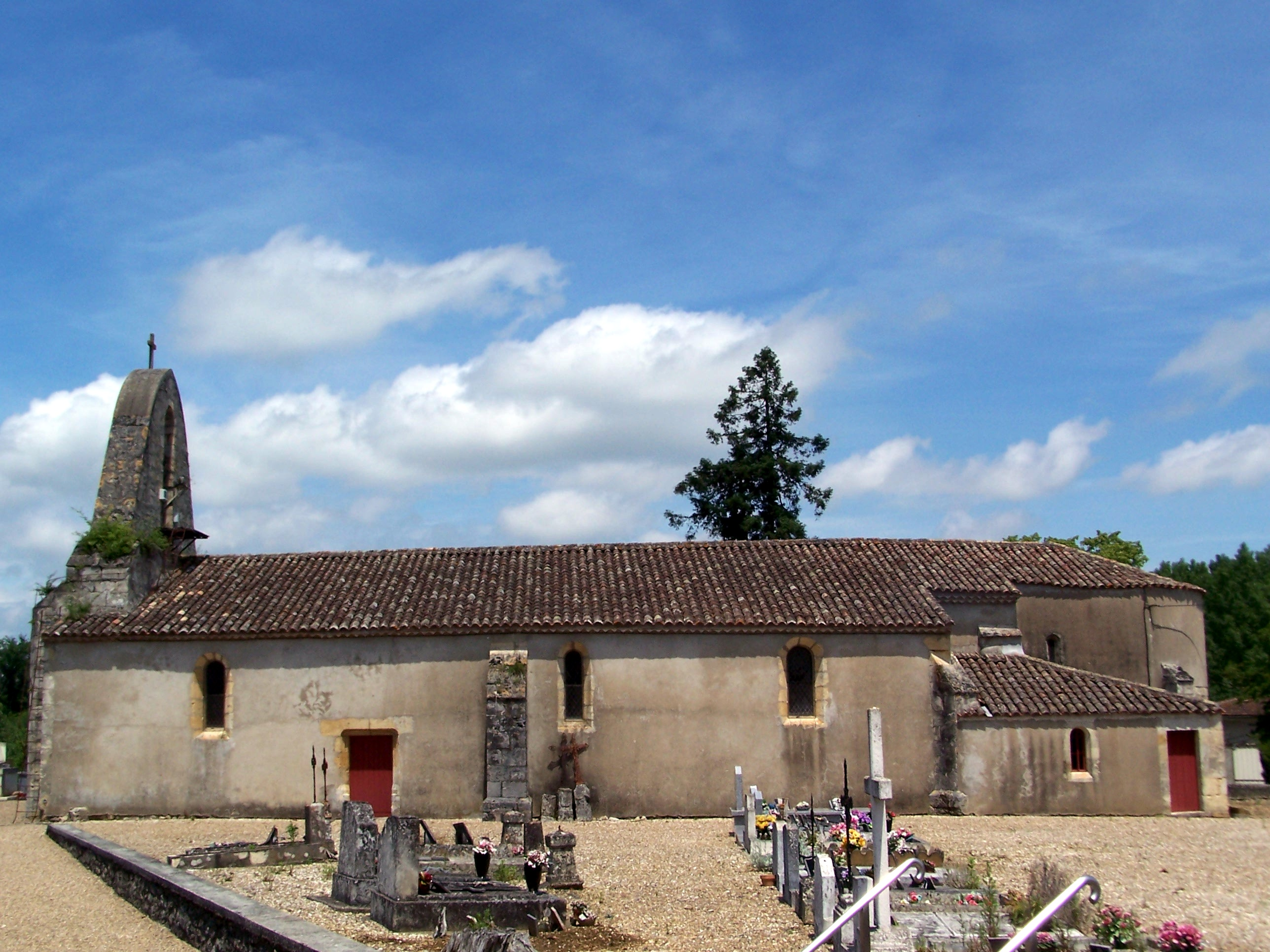
Vue sud de l'église (juin 2013)
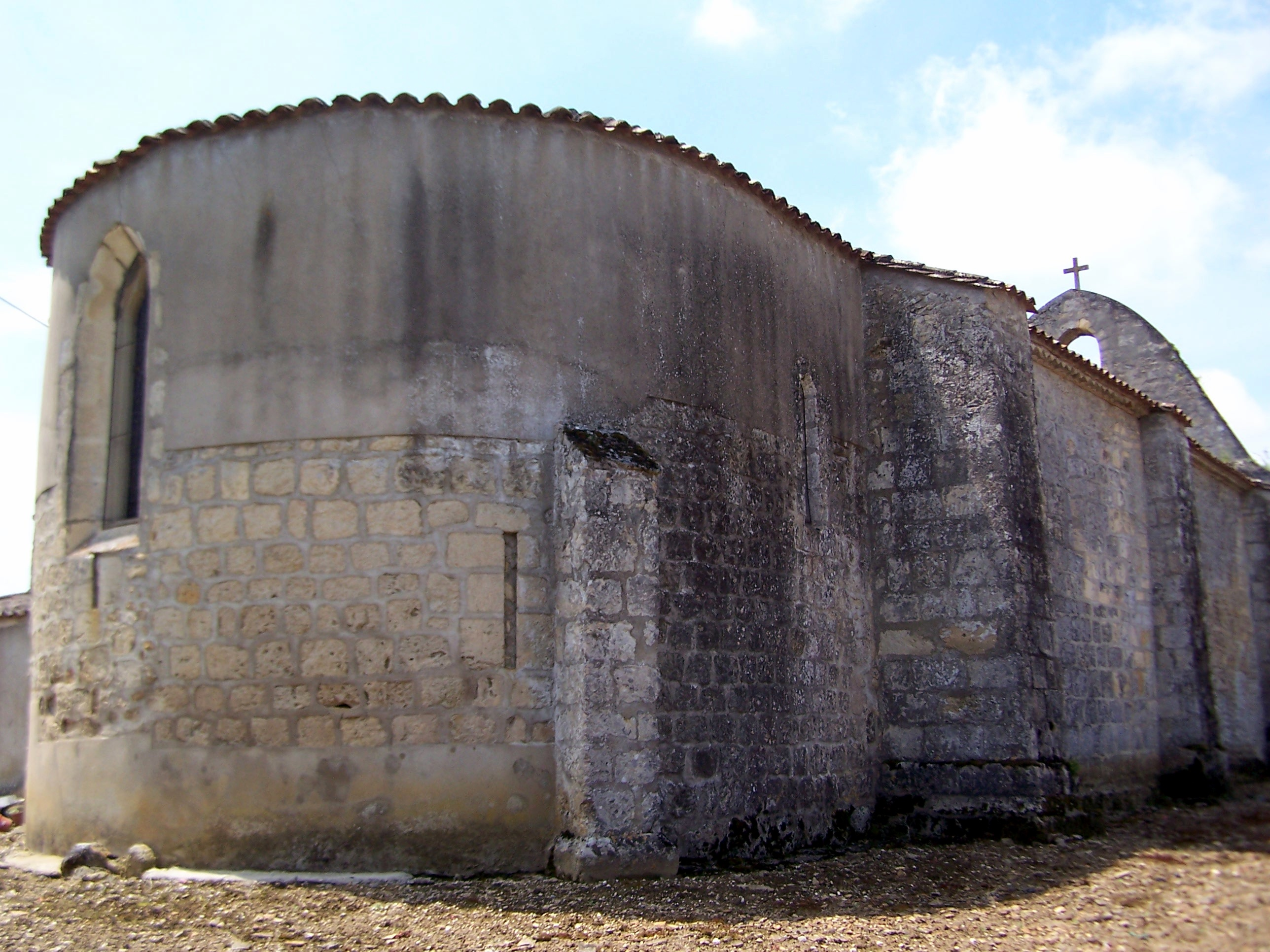
Le chevet (juin 2013)
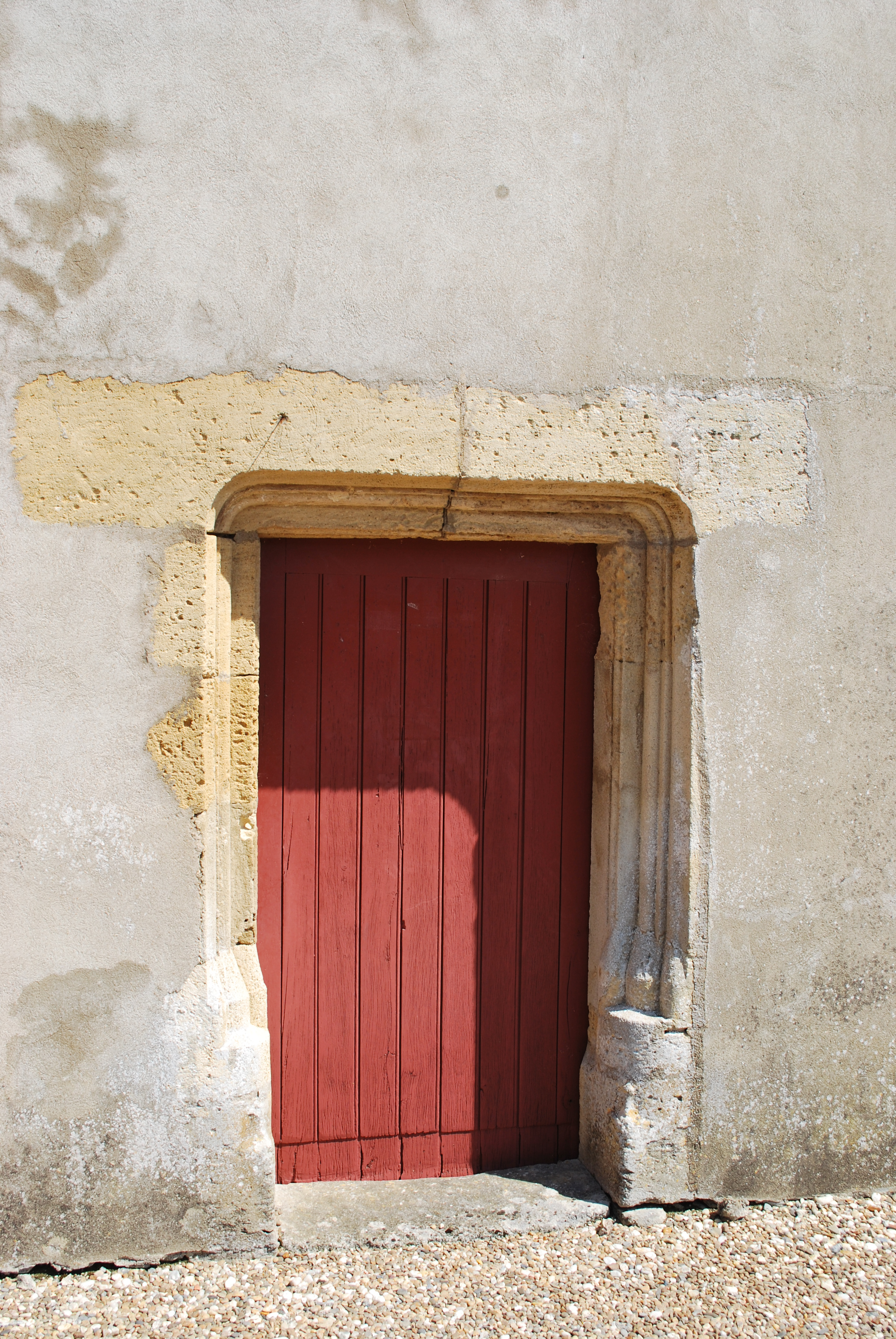
Porte avec cadran
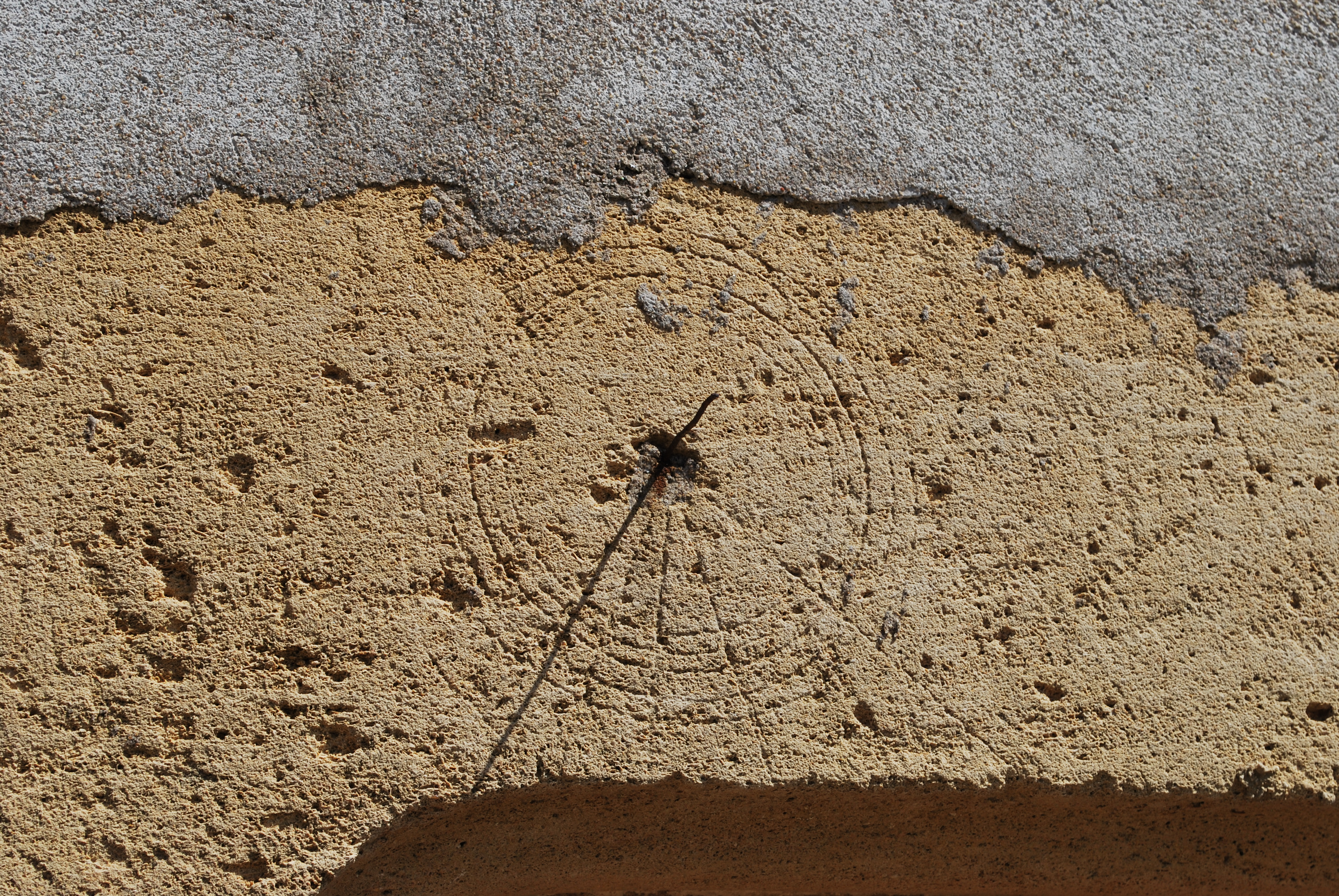
Cadran canonial
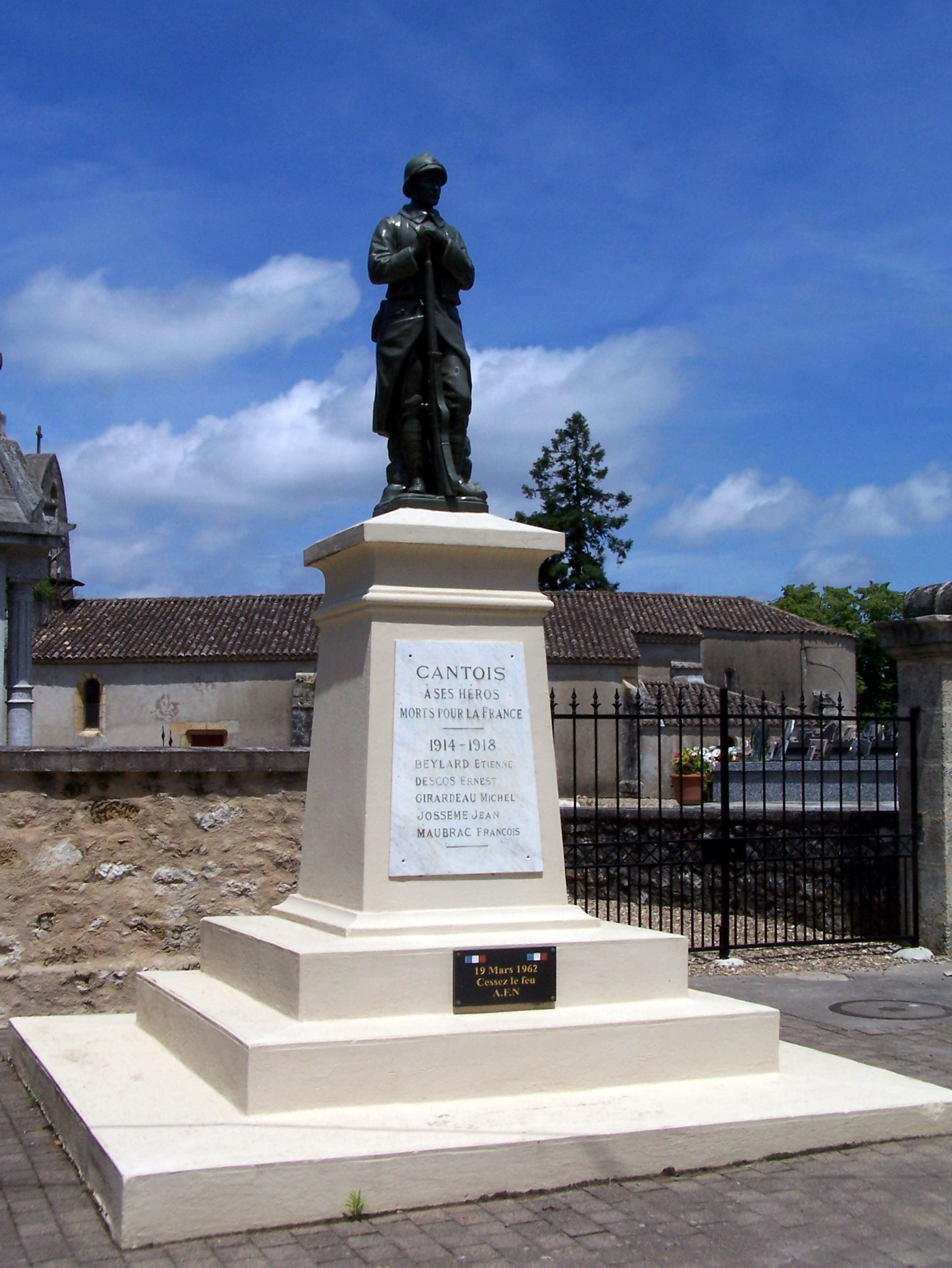
Le monument aux morts à l'entrée du cimetière (juin 2013)